# 鍋島綱利
鍋島 綱利（なべしま つなとし、1910年4月14日 - 1969年9月26日）は、日本の実業家。住友電気工業元社長。佐賀県鹿島市出身。

## 来歴
1933年に東京帝国大学法学部を卒業し、住友電気工業に入社した。
1956年11月に取締役に就任し、常務、専務を経て、北川一栄の後を継ぐ形で1966年11月から社長に就任した。
関西経済同友会代表幹事も務めた。
1969年9月26日脳出血により大阪市の住友病院で59歳で死去。